# Žďár (ort i Tjeckien, Södra Mähren)
Žďár är en ort i Tjeckien.   Den ligger i regionen Södra Mähren, i den östra delen av landet, 180 km öster om huvudstaden Prag. Žďár ligger 561 meter över havet och antalet invånare är 361.
Terrängen runt Žďár är kuperad västerut, men österut är den platt. Runt Žďár är det ganska tätbefolkat, med 124 invånare per kvadratkilometer. Närmaste större samhälle är Blansko, 7,6 km sydväst om Žďár. I omgivningarna runt Žďár växer i huvudsak blandskog.